# Al Wazir Al Sarraj
 (mars 2017).
Œuvres principales
- Al Hulal Assundusia Fil Akhbar Attunusyya

Al Wazir Al Sarraj, de son vrai nom Mohamed Ben Mohamed Al Wazir Al Sarraj Al Andalousi, né en 1659 et décédé en 1735 à Tunis, est un historien et chroniqueur tunisien.

## Biographie
Al Wazir Al Sarraj est né dans une famille de lettrés et d'immigrants andalous. On rattache habituellement son nom aux Abencérages, qui vient de l'arabe Benou Al Sarraj, célèbre famille de hauts fonctionnaires et de lettrés andalous ayant fui la reconquête espagnole au XVIe siècle ; elle adopte le patronyme Al Wazir une fois arrivée en Tunisie. De formation religieuse, Al Wazir Al Sarraj est un professeur de théologie à l'Université Zitouna de Tunis.

## Œuvre
S'inspirant de l'œuvre d'Ibn Abi Dinar, il rédige vers 1727 une importante œuvre portant sur l'histoire de l'Ifriqiya, nom porté par la Tunisie à l'époque, de l'Antiquité au début du XVIIIe siècle : Al Hulal Assundusia Fil Akhbar Attunusyya. Le livre est surtout une chronique de la vie politique et sociale de Tunis à l'époque ottomane et des premiers beys husseinites. La fin de l'œuvre insiste sur le règne de Hussein Ier Bey, fondateur de la dynastie dont Al Wazir Al Sarraj fait un éloge appuyé.